# Nieuport 21
Nieuport 21 bylo francouzské dvouplošné stíhací letadlo vyráběné společností Nieuport během první světové války. Typ používala letectva Francie, Ruska a Spojených států. Po válce patřil k populárním civilním letounům.

## Historie
Nieuport 21 navrhl konstruktér Gustave Delage a svůj první let letoun vykonal v roce 1916. Nieuport 21 byl vybaven slabším motorem (Le Rhône 9C) než Nieuport 17 a byl původně zamýšlen jako cvičný stíhací letoun. Ale kvůli akutnímu nedostatku stíhacích strojů byl nakonec nasazen jako plnohodnotný frontový stíhač. Nieuporty 21 vybavené motorem Le Rhône 9J o výkonu 110 k byly dodávány také Spojeným státům a Rusku. V Rusku byl rovněž licenčně vyráběn společností Duks.
Finské letectvo (Bělogvardějci) ukořistilo jeden Nieuport 21 v Tampere v roce 1918 a používalo ho až do roku 1923.

## Ve službě u československých legií
Československé legie v Rusku používaly během svého stahování do Vladivostoku dva stroje Nieuport 21. Dne 10. září 1918 přelétl Nieuport 21 č.1940 od bolševických jednotek k čs. legiím. Byl to továrnou Duks licenčně vyrobený stroj s motorem Ron (licenční francouzský Le Rhône). Tento letoun byl používán pro průzkumné a později cvičné lety. V polovině listopadu 1918 získaly legie v Čeljabinsku další Nieuport 21 č.1359 (opět vyrobený v továrně Duks s motorem Ron). Při odplutí československých jednotek z Vladivostoku v lednu 1920 byly oba Nieuporty zanechány v Rusku.

## Uživatelé
- Československo (legie, 2 kusy), Finsko, Francie, Rusko, USA

## Specifikace (Nieuport 21)

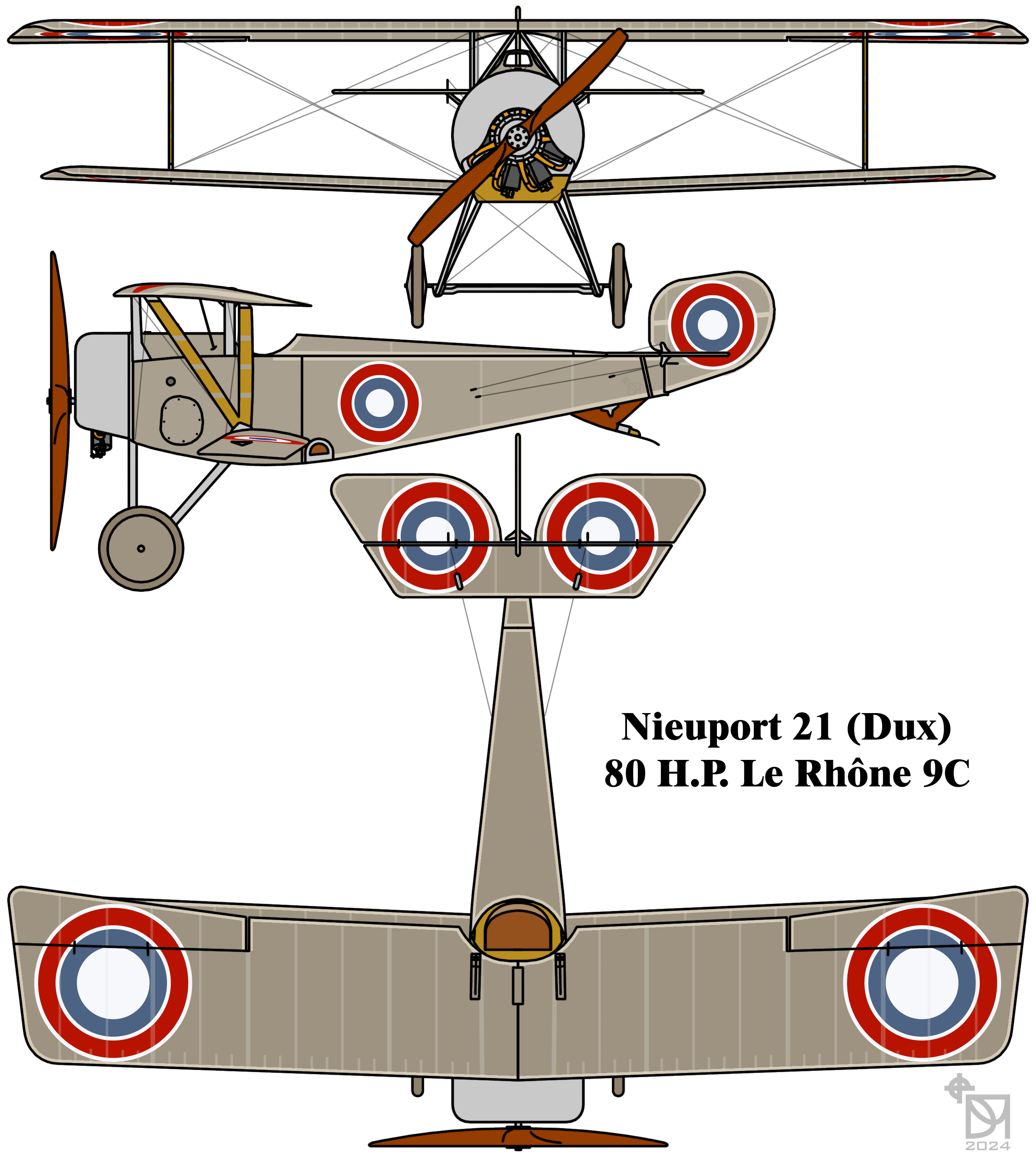
Nieuport 21

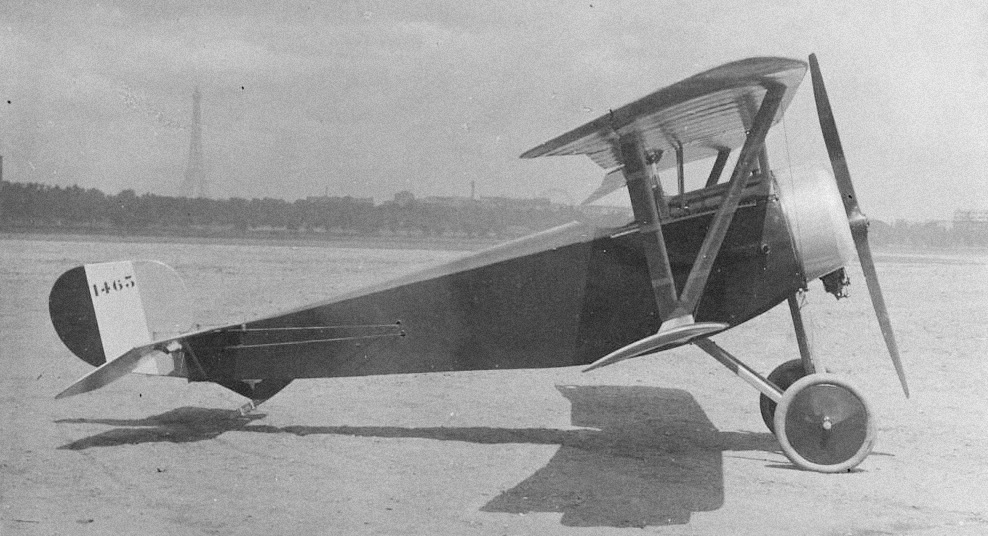
Prototyp stroje Nieuport 21

Data podle Suomen Ilmavoimat I 1918-27

### Technické údaje
- Posádka: 1 (pilot)
- Délka: 6,0 m
- Rozpětí: 8,16 m
- Výška: 2,40 m
- Nosná plocha: 14,75 m²
- Hmotnost prázdného stroje: 320 kg
- Maximální vzletová hmotnost : 495 kg
- Pohonná jednotka: 1× rotační motor Le Rhône 9C
- Výkon motoru: 80 k

### Výkony
- Maximální rychlost: 140 km/h
- Dostup: m
- Stoupavost:
- Dolet: 250 km

### Výzbroj
- 1× kulomet Vickers nebo Lewis ráže 7,7 mm